# Brée

Brée este o comună în departamentul Mayenne, Franța. În 2009 avea o populație de 510 de locuitori.